# NGC 7824
NGC 7824 (другие обозначения — PGC 354, UGC 34, MCG 1-1-25, ZWG 408.25, NPM1G +06.0001) — галактика в созвездии Рыбы.
Этот объект входит в число перечисленных в оригинальной редакции «Нового общего каталога».